# Kanton Cunlhat
Cunlhat is een voormalig kanton van het Franse departement Puy-de-Dôme. Het kanton maakte deel uit van het arrondissement Ambert. Het werd opgeheven bij decreet van 21 februari 2014, met uitwerking op 22 maart 2015. Alle gemeenten werden opgenomen in het nieuwe kanton Les Monts du Livradois.

## Gemeenten
Het kanton Cunlhat omvatte de volgende gemeenten:
- Auzelles
- Brousse
- La Chapelle-Agnon
- Cunlhat (hoofdplaats)